# Rupicapra pyrenaica parva
Il camoscio cantabrico (Rupicapra pyrenaica parva Cabrera, 1911) è una sottospecie di camoscio meridionale.

## Diffusione ed habitat
Come intuibile dal nome comune, la sottospecie è diffusa nei Monti Cantabrici, nella Spagna settentrionale. In particolare, la maggior parte degli esemplari di camoscio cantabrico si concentrano nella zona centro-occidentale della catena montuosa, nelle comunità autonome di Castiglia e León, Asturie, Cantabria e Galizia (zona dei Picos de Europa).

I camosci cantabrici colonizzano le aree collinari e montane ad altezze comprese fra i 400 e i 2800 m: durante l'inverno tendono a scendere di quota per cercare il cibo, salvo poi risalire ai primi disgeli. Essi si adattano alla maggior parte dei molteplici habitat che si trovano nell'area: dai pascoli d'alta quota alle aree rocciose semibrulle, ai boschi di conifere.

## Dimensioni

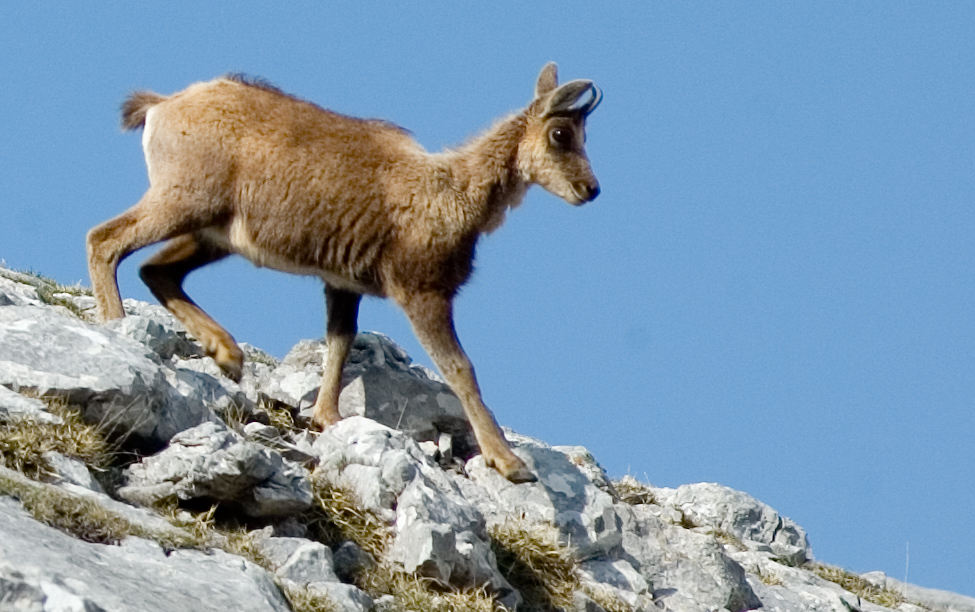
Un giovane in livrea estiva

Si tratta della sottospecie di camoscio di minori dimensioni (del resto il nome scientifico della sottospecie, parva, significa "piccola" in latino): misura infatti poco più di un metro di lunghezza, per un'altezza al garrese di 70-80 cm e un peso che difficilmente supera i 30 kg.

## Aspetto

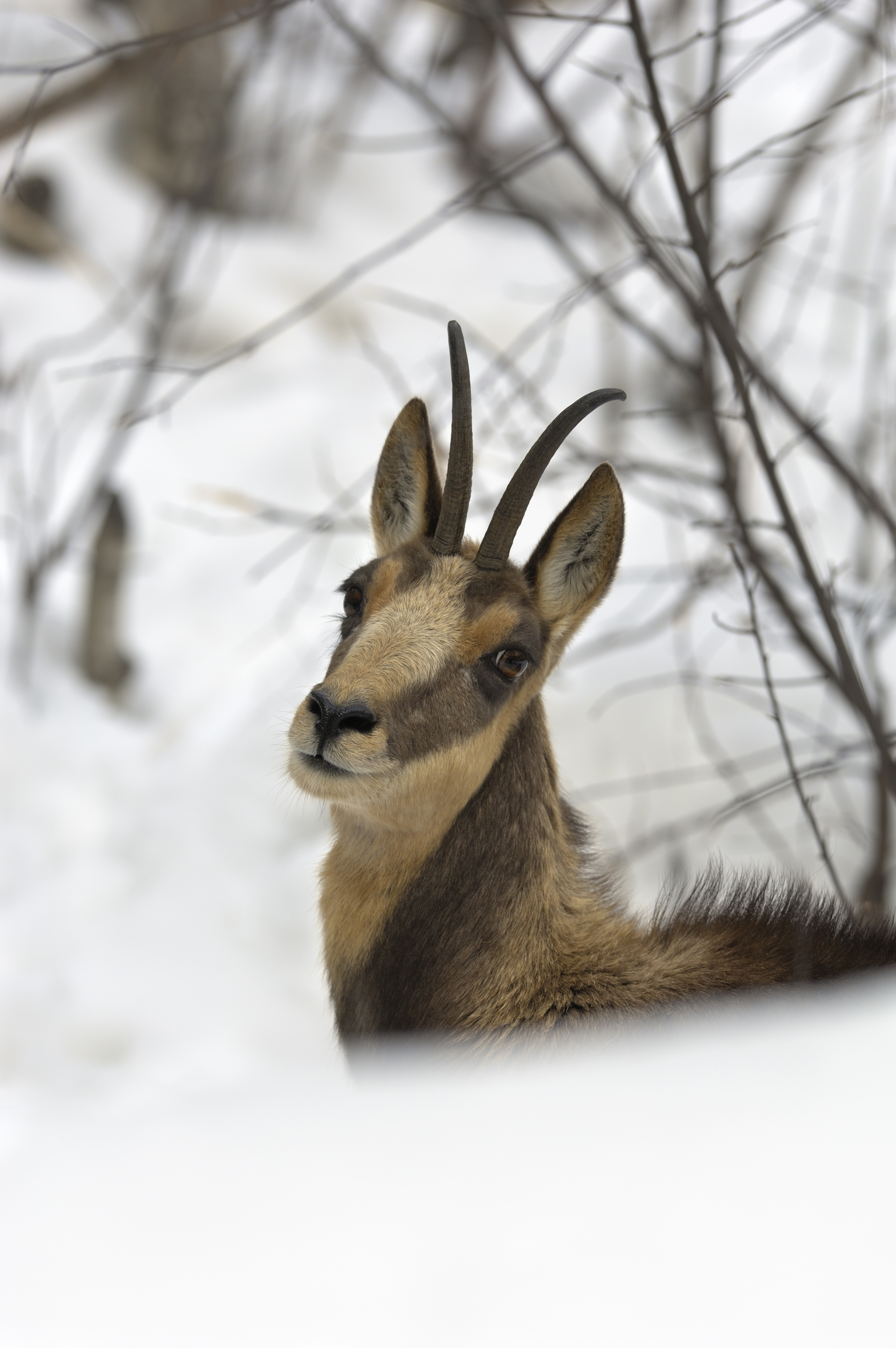
Livrea invernale

La colorazione è simile a quella delle altre due sottospecie di camoscio pirenaico, anche se generalmente tende ad essere più scura. Il manto estivo appare beige, mentre durante l'inverno esso viene sostituito da un ispido mantello di colore bruno-scuro che copre un sottopelo lanoso. Sia d'estate che d'inverno la parte inferiore del corpo rimane di colore più chiaro rispetto a quella superiore, così come resta ben visibile la caratteristica banda scura sugli occhi.

Le corna a uncino, presenti in ambo i sessi, in questa sottospecie assai raramente superano i 20 cm di lunghezza.

## Biologia
I camosci cantabrici maschi tendono a condurre vita solitaria, mentre le femmine possono vivere in gruppi di 4-5 per sorvegliare meglio i piccoli dai predatori, anche se non sono infrequenti le madri solitarie col proprio cucciolo. Essi passano la maggior parte del giorno brucando: quando un animale si sente minacciato, comincia a pestare gli zoccoli sul terreno e ad emettere un verso caratteristico simile ad uno starnuto, mettendo in guardia gli altri camosci. Questi animali possono raggiungere i 50 km/h su terreni aspri e accidentati, spiccando balzi lunghi anche 5 metri.

### Riproduzione

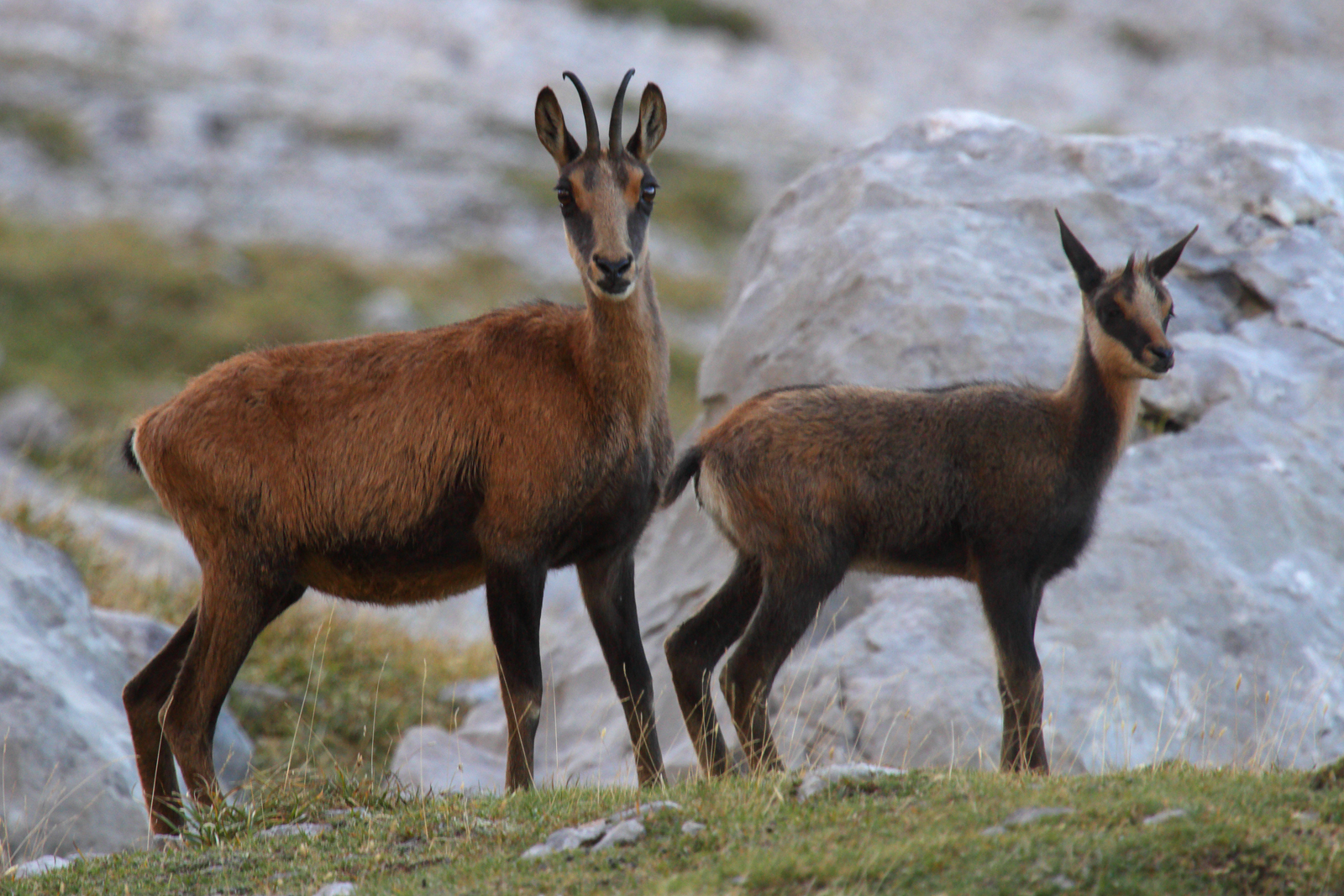
Camozza con capretto

Durante l'autunno i maschi rompono l'isolamento e scendono a valle, dove si trovano le femmine coi cuccioli dell'anno precedente: essi vengono scacciati dal maschio, bramoso di accoppiarsi con le femmine in estro.

La gestazione dura poco più di 5 mesi, al termine dei quali la femmina dà alla luce un capretto (raramente vi sono parti gemellari di due o eccezionalmente tre piccoli) che è in grado di vedere e segue la madre già pochi minuti dopo la nascita. Lo svezzamento può dirsi completato a 6 mesi dalla nascita, tuttavia i giovani raggiungono la maturità sessuale solo dopo i 2 anni (femmine) o i 3 anni (maschi), anche se molto difficilmente riusciranno ad accoppiarsi già a quell'età.

Un camoscio cantabrico può vivere anche 20 anni, sebbene allo stato selvatico la speranza di vita sia di circa la metà.